# Symphitopsyche mauritiana
Symphitopsyche mauritiana är en nattsländeart som först beskrevs av Mclachlan 1871.  Symphitopsyche mauritiana ingår i släktet Symphitopsyche och familjen ryssjenattsländor. Inga underarter finns listade i Catalogue of Life.